# 茅玉麟
茅玉麟（1949年—），汉族，中华人民共和国政治人物、第十一届全国政协委员。
加入九三学社，担任九三学社中央委员、茅以升科技教育基金委员会秘书长。2008年，当选第十一届全国政协委员，代表中国科学技术协会，分入第二十三组。